# For Those About to Rock We Salute You (песня)
For Those About to Rock (We Salute You) (с англ. — «Для тех, кто любит рок (Мы приветствуем вас)») — песня австралийской хард-рок-группы AC/DC, первоначально выпущенная в составе альбома For Those About to Rock (We Salute You) в 1981 году; в июне 1982 года была издана синглом.
В 1986 песня вошла в альбом Who Made Who, являющийся саундтреком к фильму Стивена Кинга «Максимальное ускорение».

## Участники записи
- Брайан Джонсон — лидер-вокал
- Ангус Янг — соло-гитара
- Малькольм Янг — ритм-гитара, бэк-вокал
- Клифф Уильямс — бас-гитара, бэк-вокал
- Фил Радд — ударные

## О песне
В феврале 2021 года, в беседе с Зейном Лоу на радиостанции Essentials Radio на Apple Music, Ангус Янг рассказал, что вдохновителем этой песни был британский поэт, писатель и классицист Роберт Грейвс. Янг объяснил Лоу, что название песни изначально было навеяно строчкой из рассказа Грейвза.
Эта песня вышла благодаря Малкольму и мне, это была комбинация. Мы вдвоём поработали над этим, написав куплет. Но когда мы добрались до припева, возник вопрос: "Что мы будем петь здесь?". Я просто решил вернуться к чему-то, что я читал, и там был писатель Роберт Грейвс, у которого вышел рассказ, который он поместил в одной из газет. Я прочитал это, и там было написано: «Для тех, кто вот-вот умрёт», и он рассказал о Колизее или о Риме в то время и о том, что делали гладиаторы. И я подумал, что это может подойти.
Ангус Янг позже объяснил, откуда они взяли идею добавить в песню звуки пушечных выстрелов:
В соседней комнате кто-то праздновал свадьбу принцессы Дианы. Во время репетиции нашей песни загремели пушки. Мы сделали паузу и сказали: «Хмм... Это звучит довольно заманчиво».

## Позиции в чартах
| Чарт (1982)                     | Позиция |
| ------------------------------- | ------- |
| США (Billboard Mainstream Rock) | 4       |
| Великобритания (OCC UK Singles) | 15      |

## Сертификация
| Регион                                                                      | Сертификация | Продажи |
| --------------------------------------------------------------------------- | ------------ | ------- |
| Канада (Music Canada)                                                       | Платиновый   | 80 000  |
| Новая Зеландия (RMNZ)                                                       | Золотой      | 15 000  |
| Данные о продажах + прослушиваниях приведены только на основе сертификации. |              |         |